# فلاديمير بوندارينكو
فلاديمير بوندارينكو (بالروسية: Владимир Бондаренко)‏ هو مدرب كرة قدم ولاعب كرة قدم روسي، ولد في 31 أغسطس 1955، وتوفي في 21 ديسمبر 2016. لعب مع FC Kolomna ‏.